# Bùi Quang Huy
Bùi Quang Huy (ur. 24 lipca 1982) – wietnamski piłkarz występujący na pozycji bramkarza w klubie Nam Định FC.

## Kariera piłkarska
Bùi Quang Huy od początku swojej kariery gra w drużynie Nam Định FC. W 2007 roku wywalczył z nią Puchar Wietnamu. Obecnie jego zespół gra w pierwszej lidze wietnamskiej.
Zawodnik ten jest także reprezentantem Wietnamu. W drużynie narodowej zadebiutował w 2004 roku. Został również powołany na Puchar Azji 2007, gdzie jego drużyna odpadła w ćwierćfinale. Bùi Quang Huy nie rozegrał jednak żadnego meczu na tym turnieju.